# ワット・プラタートドーイステープ
ワット・プラタートドーイステープ＝ラーチャウォーラウィハーンはタイ北部チエンマイ県にある仏教寺院。1383年にラーンナータイ王朝の6代目クーナー王によって建立された。通称ワット・ドーイステープ。
ドーイ・ステープ＝プイ国立公園の内側で、チエンマイ市を見下ろすステープ山（ドーイ・ステープ）の山頂に位置し、市街地から寺院の門までは舗装道路が整備され、自動車で行くことができる。門から山頂までは、2匹のナーガ(竜王)が彫られた306段の石段がある(設置時の数で、現在の段数とは異なる)。寺院には金色に輝くチェーディー（仏塔）があり、仏舎利が収められている。
寺院までの道路は1935年に、高僧シーウィチャイ (ครูบาศรีวิชัย) によってわずか4ヶ月22日間で建設された。その功績を称え麓には記念碑がある。また寺院内には黄金の像が奉られている。
山門から寺まではケーブルカーがあり、石段を登らずに寺院に入ることもできる。
毎年五、六月頃に麓から寺院まで水を担いで登る年中行事があり、ソンナームプラタート(สรงน้ำพระธาตุ)と呼ばれる。毎年多くの人々が参列する。

## プラタート・プラチャムピークート
プラタート・ドーイステープはプラタート・プラチャムピークートの一つであり、未年生まれの人が巡礼に訪れるべき場所とされる。巡礼に置いては以下の経文を唱えることが推奨される。
สุวัณณะเจติยัง เก สะวะระมัตถะลุงคัง วิรัญญะธาตุง สุเทวะนามะกัง นะระเท เวหิสัพพะปูชิตัง อะหังวันทามิ สัพพะทา
スワンナチェーティヤン・ケー・サワラマッタルンダン・ウィランヤタートゥン・ステーワナーマカン・ナラテー・ウェーヒサッパプーチタン・アハンワンターミ・サッパター